# Mãi mãi tuổi hai mươi
Mãi mãi tuổi hai mươi là tên biên tập cuốn nhật ký chép tay Chuyện đời của liệt sĩ Nguyễn Văn Thạc.

## Tác giả
Tác giả là liệt sĩ Quân đội nhân dân Việt Nam Nguyễn Văn Thạc sinh ngày 14 tháng 10 năm 1952, tại làng Bưởi, Hà Nội. Anh nhập ngũ ngày 6 tháng 9 năm 1971, hy sinh ngày 30 tháng 7 năm 1972 tại chiến trường Quảng Trị. 

## Cuốn nhật ký dang dở
- Hàng trăm lá thư cùng cuốn nhật ký dày 240 trang viết tay của Nguyễn Văn Thạc do gia đình và Phạm Như Anh (người bạn gái thời học sinh của tác giả) lưu giữ được hé mở vào năm 2005, được Nhà xuất bản Thanh Niên in thành cuốn sách "Mãi mãi tuổi hai mươi" do Đặng Vương Hưng giới thiệu và biên tập lại. Cuốn sách này cùng với Nhật ký Đặng Thùy Trâm đã được xếp vào 1 trong mười sự kiện văn hóa tiêu biểu năm 2005 tại Việt Nam với số lượng phát hành kỉ lục và nhiều lần tái bản.
- Cuốn nhật ký được bắt đầu viết ngày 2 tháng 10 năm 1971 và dừng lại với những dòng cuối cùng viết ở Ngã ba Đồng Lộc ngày 3 tháng 6 năm 1972 khi Nguyễn Văn Thạc quyết định gửi cuốn nhật ký về cho anh trai mình để tiếp tục hành quân vào chiến đấu ở chiến trường Quảng Trị.

Theo nhà xuất bản:
- "Cuốn nhật ký đã làm rung động hàng triệu con tim của bạn đọc bởi vẻ đẹp tâm hồn thuần khiết, tình yêu quê hương đất nước nồng nàn thể hiện qua những cảm nhận bình dị của tác giả trong suốt những chặng đường hành quân"
- "Cuốn nhật ký ghi lại tương đối rõ nét cuộc sống, con người trong một giai đoạn chiến tranh lịch sử, giúp hiểu thêm về cuộc chiến đấu từ góc nhìn của những thanh niên sinh viên thời ấy"

## Trích dẫn
- Lá thư đề ngày 18 tháng 9 năm 1971 gửi Như Anh, anh Thạc viết: "Bất kỳ một vinh quang nào cũng cần phải trả bằng mọi giá. Và khó khăn gian khổ càng nhiều, thử thách càng nhiều, sự vinh quang đó càng trở nên rực rỡ. Chúng ta đừng đi tìm những chân lý sâu xa đơn thuần qua những áng văn và những bài thơ, bài toán. 30/4/1975 Thạc sẽ trả lời cho P. (tức Như Anh - NV) câu: hạnh phúc là gì?..."
- "Nếu như tôi không trở lại - Ai sẽ thay tôi viết tiếp những dòng sau này? Tôi chỉ ao ước rằng, ngày mai, những trang giấy còn lại đằng sau sẽ toàn là những dòng vui vẻ và đông đúc. Đừng để trống trải và bí ẩn như những trang giấy này."
- Cuốn sổ ghi chép này dừng lại tại ngã ba Đồng Lộc ngày 3 tháng 6 năm 1972 khi anh chuẩn bị vào chiến trường. Những dòng cuối cùng anh viết dường như gấp gáp: "Kính chào hậu phương - Chào gia đình, và người tôi yêu. Đêm nay tôi đi - Nhất định có ngày trở về Thủ đô yêu quý của lòng tôi."

## Chuyển thể
Hãng phim truyện Việt Nam đã sản xuất phim Mùi cỏ cháy công chiếu 24/4/2012, do Hoàng Nhuận Cầm chuyển thể kịch bản, Nguyễn Hữu Mười đạo diễn. Phim đã nhận 4 giải Cánh diều vàng 2012.